# Charles Holden
Charles Henry Holden FRIBA, MRTPI, RDI (født 12. maj 1875 i Bolton, død 1. maj 1960 i Harmer Green, Hertfordshire) var en engelsk arkitekt, bedst kendt for at designe en række af Londons undergrundsstationer i løbet af 1920'erne og 1930'erne, for Bristol Central Library, for hovedkvarteret for Underground Electric Railways Company of London på 55 Broadway og for University of London's Senate House. Han skabte også mange krigskirkegårde i Belgien og det nordlige Frankrig.

## Arbejde
Efter at være blevet udlært i Bolton og Manchester flyttede Holden til London. Hans tidlige bygninger var påvirket af Arts and Crafts Movement, men i det meste af sin karriere kæmpede han for en usminket stil baseret på forenklede former og masse, der var fri for, hvad han anså for at være unødvendige dekorative detaljer. Holden havde en stærk tro på, at det arkitektoniske design skulle bestemmes af bygningens tilsigtede funktioner. Efter Første Verdenskrig forenklede han i stigende grad sin stil, og hans projekter blev mere nedtonede og modernistiske, påvirket af den kontinentaleuropæiske arkitektur. Han var medlem af den britiske Design and Industries Association og af Art Workers' Guild, en gruppe, der var inspireret af William Morris og Arts and Crafts-bevægelsen. Holden udfærdigede fuldstændige projekter til sine bygninger, som også indbefattede tegninger af de indendørs dekorationer.
Holden fik tildelt Royal Institute of British Architects' (RIBA's) guldmedalje for arkitektur i 1936 og blev udnævnt til "Royal Designer for Industry" i 1943. Hans udkast til stationsbygninger for London Underground blev selskabets standardløsning, der påvirkede arbejdet for alle arkitekter, der arbejdede for organisationen i 1930'erne. Mange af hans bygninger er siden blevet fredet. Han takkede to gange nej til et tilbud om at blive ridder.
I 1926 tegnede Holden et nyt hovedkvarter for UERL på 55 Broadway oven over St. James's Park Station. Bygningen er i dag fredet i klasse I.